# Marco Beltrami

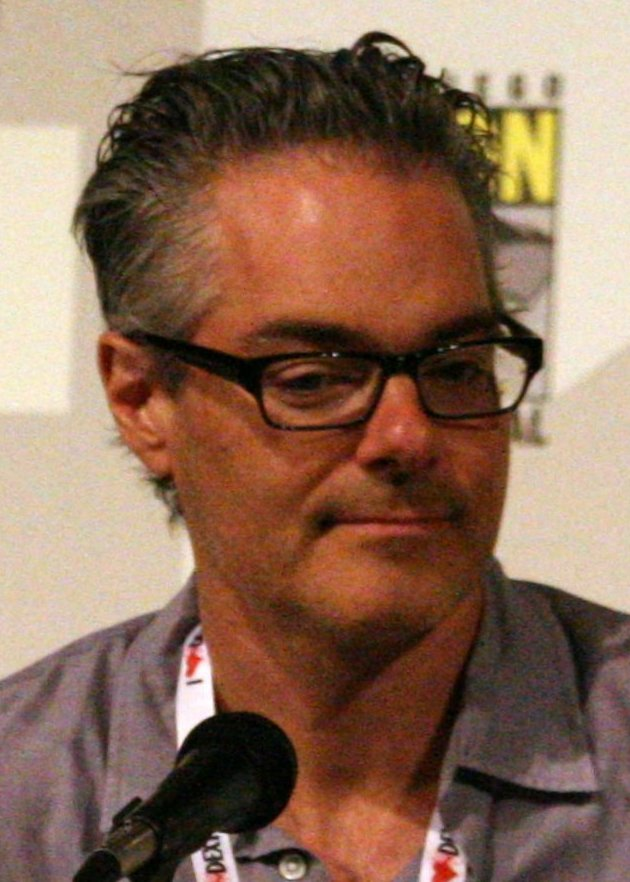
Marco Beltrami auf der Comic Con (2013)

Marco Edward Beltrami (* 7. Oktober 1966 in Long Island, New York) ist ein US-amerikanischer Filmkomponist.

## Leben
Kurz vor seiner Geburt wanderten Marco Beltramis Eltern, er Italiener, sie Griechin, in die USA aus, wo Marco in Long Island, New York geboren wurde. Mit sechs Jahren begann er Klavier zu lernen und spielte Keyboard in verschiedenen Bands. Ursprünglich hatte Beltrami eine Karriere als Stadtplaner im Sinn, als er sich an der Brown University einschrieb, bevor er sich seinem musikalischen Interesse hingab und Komposition studierte. In Venedig und an der Yale School of Music studierte er Komposition und kam nach seinem Abschluss in Kontakt mit dem Filmkomponisten Jerry Goldsmith, bei dem er in Los Angeles die Grundlagen der Filmmusik erlernte.
1994 schuf er sein erstes Werk für den Film The Bicyclist. 1996 kam sein Durchbruch, als er für den Film Scream – Schrei! die Filmmusik schrieb. In der Folge schrieb er vor allem Musik für Filme aus dem Horror- und Actionbereich, so u. a. für Scream 1–4, xXx 2, Blade II und Terminator 3 – Rebellion der Maschinen. 1998 gewann er einen Emmy für seine Arbeit an der Fernsehproduktion David and Lisa und insgesamt sechs ASCAP-Awards. Ende 2001 spielte er die Musik zum Film Dina – Meine Geschichte mit dem Kölner Gürzenich-Orchester ein. 2008 wurde er für seine unkonventionelle Musik zum Westernfilm Todeszug nach Yuma zum ersten Mal für den Oscar nominiert. Eine weitere Nominierung erhielt er zwei Jahre später für seine Arbeit an Kathryn Bigelows Kriegsdrama Tödliches Kommando – The Hurt Locker. Im Jahr 2016 kam der Film Ben Hur in die Kinos, für den Beltrami die Filmmusik komponierte. Der Film Free Solo, mit der von Beltrami komponierten Filmmusik, erhielt 2019 den Oscar in der Kategorie bester Dokumentarfilm. Er arbeitet häufig mit Buck Sanders zusammen.

## Filmografie (Auswahl)

### Filme
- 1996: Scream – Schrei! (Scream)
- 1997: Der Mörder meines Bruders (Stranger in My Home)
- 1997: Mimic – Angriff der Killerinsekten (Mimic)
- 1997: Scream 2
- 1998: Studio 54 (54)
- 1998: The Faculty
- 1998: Halloween H20
- 1999: Deep Water – Im Sog der Angst (Dybt vand)
- 1999: Dienstags bei Morrie (Tuesdays With Morrie)
- 1999: The Minus Man
- 2000: Scream 3
- 2000: The Crow III – Tödliche Erlösung (The Crow: Salvation)
- 2000: Wes Craven präsentiert Dracula (Wes Craven Presents Dracula 2000)
- 2001: Angel Eyes
- 2001: Joyride – Spritztour (Joy Ride)
- 2002: Dina – Meine Geschichte (Jeg Er Dina)
- 2002: Lost Heaven
- 2002: Meine ersten zwanzig Millionen (The First $20 Million Is Always the Hardest)
- 2002: Resident Evil
- 2002: The Dangerous Lives of Altar Boys
- 2002: Blade II
- 2003: Terminator 3 – Rebellion der Maschinen (Terminator 3: Rise of the Machines)
- 2003: Wes Craven präsentiert Dracula II – The Ascension ((Wes Craven presents) Dracula II: Ascension)
- 2004: Hellboy
- 2004: I, Robot
- 2004: Der Flug des Phoenix (Flight of the Phoenix)
- 2005: xXx 2 – The Next Level (xXx: State of the Union)
- 2005: Three Burials – Die drei Begräbnisse des Melquiades Estrada (The Three Burials of Melquiades Estrada)
- 2005: Red Eye
- 2005: Verflucht (Cursed)
- 2005: Wes Craven präsentiert Dracula III – Legacy ((Wes Craven presents) Dracula III: Legacy)
- 2006: Underworld: Evolution
- 2006: Das Omen (The Omen)
- 2007: Alien Teacher (Vikaren)
- 2007: Captivity
- 2007: Stirb langsam 4.0 (Live Free or Die Hard)
- 2007: Todeszug nach Yuma (3:10 to Yuma)
- 2007: Unsichtbar – Zwischen zwei Welten (The Invisible)
- 2008: The Eye
- 2008: Tödliches Kommando – The Hurt Locker (The Hurt Locker)
- 2008: Amusement
- 2008: Max Payne
- 2008: Public Enemy No. 1 – Todestrieb (L’Ennemi public n° 1)
- 2009: Knowing – Die Zukunft endet jetzt (Knowing)
- 2010: 13
- 2010: Jonah Hex
- 2010: My Soul to Take
- 2010: Repo Men
- 2011: Scream 4
- 2011: Soul Surfer
- 2011: The Sunset Limited
- 2011: The Thing
- 2012: Die Frau in Schwarz (The Woman in Black)
- 2012: Back in the Game (Trouble with the Curve)
- 2012: The Sessions – Wenn Worte berühren (The Sessions)
- 2012: Cold Blood – Kein Ausweg. Keine Gnade. (Deadfall)
- 2013: Stirb langsam – Ein guter Tag zum Sterben (A Good Day to Die Hard)
- 2013: Warm Bodies
- 2013: World War Z
- 2013: Wolverine: Weg des Kriegers (The Wolverine)
- 2013: Snowpiercer
- 2013: Carrie
- 2014: The November Man
- 2014: The Drop – Bargeld (The Drop)
- 2014: The Homesman
- 2014: Seventh Son
- 2014: Die Frau in Schwarz 2: Engel des Todes (The Woman in Black: Angel Of Death)
- 2015: True Story – Spiel um Macht (True Story)
- 2015: The Gunman
- 2015: Fantastic Four
- 2015: Hitman: Agent 47
- 2015: No Escape
- 2015: Die Highligen Drei Könige (The Night Before)
- 2016: Gods of Egypt
- 2016: The Shallows – Gefahr aus der Tiefe (The Shallows)
- 2016: Ben Hur
- 2017: Logan – The Wolverine (Logan)
- 2017: Der weite Weg der Hoffnung (First They Killed My Father: A Daughter of Cambodia Remembers)
- 2017: Schneemann (The Snowman)
- 2018: A Quiet Place
- 2018: Vidocq – Herrscher der Unterwelt (L’Empereur de Paris)
- 2018: Free Solo
- 2019: Extremely Wicked, Shockingly Evil and Vile
- 2019: Die Kunst des toten Mannes (Velvet Buzzsaw)
- 2019: Long Shot – Unwahrscheinlich, aber nicht unmöglich (Long Shot)
- 2019: Scary Stories to Tell in the Dark
- 2019: Le Mans 66 – Gegen jede Chance (Ford v. Ferrari)
- 2020: Underwater – Es ist erwacht (Underwater)
- 2020: Love and Monsters
- 2020: A Quiet Place 2 (A Quiet Place: Part II)
- 2021: Chaos Walking
- 2021: Fear Street – Teil 1: 1994 (Fear Street Part One: 1994)
- 2021: Fear Street – Teil 2: 1978 (Fear Street Part Two: 1978)
- 2021: Fear Street – Teil 3: 1666 (Fear Street Part Three: 1666)
- 2021: Venom: Let There Be Carnage
- 2021: American Night
- 2021: Das Bombardement (Skyggen i mit øje)
- 2022: No Exit
- 2023: Plane
- 2023: Renfield
- 2023: The Nun II
- 2023: Silent Night – Stumme Rache (Silent Night)
- 2024: The Unholy Trinity

### Fernsehserien
- 1994: Love Street (2 Episoden)
- 2000–2004: Practice – Die Anwälte (The Practice, 85 Episoden)
- 2009–2011: V – Die Besucher (V, 22 Episoden)
- 2014: 1864 (8 Episoden)
- 2016–2018: Lucifer

## Auszeichnungen
- Oscarverleihung 2008: Nominierung in der Kategorie Beste Filmmusik für Todeszug nach Yuma
- Oscarverleihung 2010: Nominierung in der Kategorie Beste Filmmusik für The Hurt Locker
- César 2009: Nominierung in der Kategorie Beste Filmmusik für Public Enemy No. 1 – Mordinstinkt und Public Enemy No. 1 – Todestrieb